# 高野山霊宝館
高野山霊宝館（こうやさんれいほうかん）は、和歌山県伊都郡高野町高野山にある博物館相当施設。仏教の高野山真言宗に関連する文化財約10万点を所蔵し、公益財団法人高野山文化財保存会が運営している。
所蔵品（収蔵品）には国宝21件、重要文化財148件、和歌山県指定文化財17件、重要美術品2件の合計182件、2万8000点近くが含まれるほか、未指定のものが5万以上ある。「山の正倉院」とも称される。

## 沿革
1910年1月20日、宿老会で宝物館の建設が決定された。高野山霊宝館の建物は1920年9月30日に竣工し、翌1921年5月15日開館。初代館長には金剛峯寺座主の土宜法竜が就任した。
- 1957年9月16日 - 財団法人高野山文化財保存会が設立され、高野山霊宝館がその管轄下に置かれる。
- 1961年5月 - 当時日本最大とされた「高野山大宝蔵」が完成。
- 1984年4月2日 - 新収蔵庫完成。
- 1998年9月2日 - 高野山霊宝館紫雲殿、玄関・北廊・中廊、放光閣、南廊及西廊、宝蔵が登録有形文化財に登録される[4][5][6][7][8]。
- 2003年6月30日 - 平成大宝蔵完成。
- 2005年6月30日 - 拝観受付所、事務所を新設。

## 収蔵品

### 国宝
絵画
- 絹本著色仏涅槃図 1幅（金剛峯寺）
- 絹本著色善女竜王像 1幅（金剛峯寺）
- 絹本著色五大力菩薩像（金剛吼、竜王吼、無畏十力吼）3幅（有志八幡講）
- 絹本著色阿弥陀聖衆来迎図 3幅（有志八幡講）
- 絹本著色阿弥陀三尊像 1幅（蓮華三昧院）
- 絹本著色勤操僧正像 1幅（普門院）
- 絹本著色伝船中湧現観音像 1幅（龍光院）
- 紙本著色山水人物図 10面 池大雅筆（遍照光院）

彫刻
- 木造諸尊仏龕 1基（金剛峯寺）
- 木造八大童子立像 6躯（附指定2躯）（金剛峯寺）

書跡典籍・古文書
- 聾瞽指帰（ろうこしいき）（空海著、金剛峯寺）
- 金銀字一切経 4,296巻（金剛峯寺）
- 法華経 巻第六 1巻（金剛峯寺）
- 宝簡集・続宝簡集・又続宝簡集 全298巻15冊（金剛峯寺）
- 紫紙金字金光明最勝王経 10巻（龍光院）
- 大字法華経 7巻（龍光院）
- 細字金光明最勝王経 2巻（龍光院）
- 不空羂索神変真言経1巻（三宝院）
- 文館詞林残巻 12巻（正智院）
- 文館詞林残巻 1巻（宝寿院）

工芸品
- 沢千鳥蒔絵小唐櫃（さわちどりまきえこからびつ） 1合（金剛峯寺）

### 重要文化財
金剛峯寺所有分については金剛峯寺#文化財（金剛峯寺所有）を、子院所有分については金剛峯寺#文化財（子院所有分）を参照。

## 利用情報
- 開館時間（入館は閉館時間の30分前まで）
  - 8:30 - 17:30（5月 - 10月）
  - 8:30 - 17:00（11月 - 4月）
- 休館日 - 年末年始
- 拝観料
  - 一般 - 1300円
  - 高校生・大学生 - 800円（学生証の提示が必要）
  - 小学生・中学生 - 600円

## 交通アクセス
- 南海電気鉄道鋼索線高野山駅下車

→南海りんかんバス奥の院方面行き「千手院橋」下車 徒歩約10分
→南海りんかんバス大門南駐車場行き「霊宝館前」下車すぐ